# Orlando Maturana
Pour les articles homonymes, voir Maturana.
Orlando Maturana, né le 11 octobre 1965 à Barranquilla (Colombie), est un footballeur colombien, qui évoluait au poste d'attaquant à l'Atlético Bucaramanga, à l'America Cali, à Millonarios, au CA Independiente, au Deportes Tolima, au Club Olimpia et à l'Independiente Santa Fe ainsi qu'en équipe de Colombie.
Maturana ne marque aucun but lors de ses deux sélections avec l'équipe de Colombie en 1993. Il participe à la Copa América en 1993 avec la Colombie.

## Carrière
- 1983-1984 : Atlético Bucaramanga
- 1985-1993 : America Cali
- 1994 : Millonarios
- 1994-1995 : CA Independiente
- 1996-1997 : Deportes Tolima
- 1998 : Millonarios
- 1999 : Deportes Tolima
- 2000 : America Cali
- 2001 : Club Olimpia
- 2002-2003 : Independiente Santa Fe  [1]

## Palmarès

### En équipe nationale
- 2 sélections et 0 but avec l'équipe de Colombie en 1993.
- Troisième de la Copa América 1993.

### Avec l'America Cali
- Vainqueur du Championnat de Colombie de football en 1985, 1986 et 1990.

### Avec le Club Olimpia
- Vainqueur du Championnat du Paraguay de football en 2000.